# Thamnomanes ardesiacus
El batará gorgioscuro (Thamnomanes ardesiacus), también denominado batará golioscuro (en Ecuador), hormiguero grisazul (en Colombia), batará de garganta oscura (en Perú) o burujara pizarreña (en Venezuela),  es una especie de ave paseriforme de la familia Thamnophilidae perteneciente al género Thamnomanes. Es nativo de América del Sur, en la cuenca amazónica y en el escudo guayanés. 

## Distribución y hábitat
Se distribuye desde el este de Ecuador, norte de Perú, centro sur y sureste de Colombia, sur y este de Venezuela, Guyana, Surinam, Guayana francesa y en la parte norte de la Amazonia brasileña hacia el este hasta Amapá; hacia el sur, solamente en el occidente amazónico, hasta el sureste de Perú y extremo noroeste de Bolivia.
Esta especie es considerada bastante común en su hábitat natural: el sotobosque de selvas húmedas tropicales de regiones bajas, principalmente de terra fime, principalmente hasta los 1050 m de altitud; es menos común en bosques estacionalmente inundables.

## Sistemática

### Descripción original
La especie T. ardesiacus fue descrita por primera vez por los zoólogos británicos Philip Lutley Sclater y Osbert Salvin en 1868 bajo el nombre científico Dysithamnus ardesiacus; la localidad tipo es: «Río Napo, Ecuador».

### Etimología
El nombre genérico masculino «Thamnomanes» se compone de las palabras del griego «thamnos» que significa ‘arbusto’, y «manēs» que significa ‘apasionado por’; y el nombre de la especie «ardesiacus», en latín significa ‘pizarroso’, ‘de color de pizarra’.

### Taxonomía
Es pariente próxima a Thamnomanes saturninus y antes eran tratadas como conespecíficas. Son necesarios más estudios taxonómicos de las poblaciones. Las subespecies parecen intergradar; los especímenes de la nominal de la parte norte del rango se parecen a obidensis en la extensión del negro en la garganta del macho; y los del este de Colombia, dichos como siendo de una subespecie separada, son muy pobremente conocidos.

### Subespecies
Según las clasificaciones del Congreso Ornitológico Internacional (IOC) y Clements Checklist/eBird, se reconocen dos subespecies, con su correspondiente distribución geográfica:
- Thamnomanes ardesiacus ardesiacus (P.L. Sclater & Salvin, 1868) – centro sur y sureste de Colombia (desde cerca a la base de los Andes al sur desde Meta y centro de Caquetá, también extremo sureste de Amazonas) hacia el sur hasta el este de Perú (excepto sureste de Loreto al sur del río Amazonas y este del Ucayali), noroeste de Bolivia (Pando, noroeste de La Paz) y adyacente Brasil (sureste de Acre).
- Thamnomanes ardesiacus obidensis (Snethlage, 1914) – este y sur de Venezuela (Delta Amacuro, Bolívar, Amazonas), las Guayanas, este de Colombia (Guainía, este de Vaupés) y norte de la Amazonia brasileña (cuenca del río Negro hasta el norte de Pará y Amapá, y al sur del Amazonas desde Tefé hasta el bajo río Purús).